# Amphibologryllacris painei
Amphibologryllacris painei är en insektsart som först beskrevs av Heinrich Hugo Karny 1935.  Amphibologryllacris painei ingår i släktet Amphibologryllacris och familjen Gryllacrididae. Inga underarter finns listade i Catalogue of Life.